# MTV Europe Music Award za nejlepší latinskoamerický počin
Seznam výherců a nominovaných MTV Europe Music Awards v kategorii Nejlepší latinskoamerický počin.

## 2010 - 2019
| Rok  | Vítěz   | Nominovaní                                                                                           |
| ---- | ------- | --- |
| 2011 | Restart | - Ádammo - Babasónicos - Belanova - Calle 13 - Don Tetto - No Te Va Gustar - Panda - Seu Jorge - Zoé |